# Alba (župa)
Alba (maďarsky Fehér) je župa (Județ) v rumunském Sedmihradsku. Jejím hlavním městem je Alba Iulia, župa má rozlohu 6 242 km².

## Charakter župy
Alba hraničí na východě s župami Sibiu a Mureș, s župami Bihor a Arad na západě, na jihu s župou Hunedoara a na severu s župou Kluž. Její území je hornaté (hory zabírají 59 % území), nejvyšší jsou na severu území (Munții Dealului, Munții Apuseni) a na jihu (Karpaty); odděluje je údolí řeky Mureș. Žije tu 394 959 obyvatel, z nichž je 90 % Rumunů a 6 % Maďarů. V horách se těží rudy a kámen. Hlavní město Alba Iulia je největší (žije v něm 66 000 obyvatel) a leží na řece Mureș přímo uprostřed župy.

## Významná města
- Alba Iulia
- Aiud
- Blaj
- Sebeș